# Constantine (film)
Constantine je americký akční fantasy thriller z roku 2005, který natočil Francis Lawrence na motivy komiksu Hellblazer. V titulní roli Johna Constantinea se představil Keanu Reeves. Do amerických kin byl snímek, jehož rozpočet činil 100 milionů dolarů, uveden 18. února 2005. Celosvětově film utržil 230,8 milionů dolarů.
V letech 2014–2015 vznikl podle komiksu Hellblazer televizní seriál Constantine.

## Příběh
John Constantine se v dětství pokusil o sebevraždu, protože viděl to, co ostatní ne. Podle Bible má tedy přijít po smrti do pekla, neboť sebevražda patří mezi nejhorší hříchy. Jenže Constantine do pekla nechce, protože polovinu jeho osazenstva tam poslal on sám. John se totiž snaží vykoupit tím, že posílá démony, kteří se snaží dostat do našeho světa, zpátky tam, kam patří.
Když se jeho rakovina plic zhorší natolik, že jen počítá dny do své smrti, objeví se před ním nejhorší úkol. Podle úmluvy, kterou mají mezi sebou nebeské a pekelné bytosti, se obyvatelé těchto dvou světů nesmí nikdy vydat do lidského světa (bytosti, které mezi lidmi žijí, jsou tzv. hybridé, kteří se do úmluvy nepočítají). Jenže tuto úmluvu chce někdo z pekla porušit. Ve spolupráci s policistkou Angelou Dodsonovou, která nevěří, že její sestra-dvojče spáchala sebevraždu, se tedy snaží rozluštit nejhorší tajemství a zastavit Satanova syna Mamona, který chce ovládnout svět lidí.

## Obsazení
- Keanu Reeves jako John Constantine
- Rachel Weisz jako Angela Dodsonová a Isabel Dodsonová
- Shia LaBeouf jako Chas Kramer
- Tilda Swinton jako Gabriel
- Pruitt Taylor Vince jako otec Hennessy
- Djimon Hounsou jako Papa Midnite
- Gavin Rossdale jako Balthazar
- Peter Stormare jako Lucifer
- Max Baker jako Beeman
- Francis Guinan jako otec Garret
- Jose Zuniga jako detektiv Weiss